# Бішандас
Бішандас (*д/н —після 1650) — індійський художник-мініатюрист, посол, сановник за часів могольських падишахів Акбара, Джаханґіра та Шах Джахана.

## Життєпис
Походив з індійської родини. Про місце та дату народження нічого не відомо. Отримав знання у малюванні у свого дядька Нанхи. У 1590 році стає членом кітабхане 9майстерні падишаха), де виконував замовлення Акбара. Піднесення кар'єри відбулося за Джаханґіра, який особливо опікувався митцями.

У 1613 році Бішандаса відправлено як посла до перського шаха Аббаса I. 

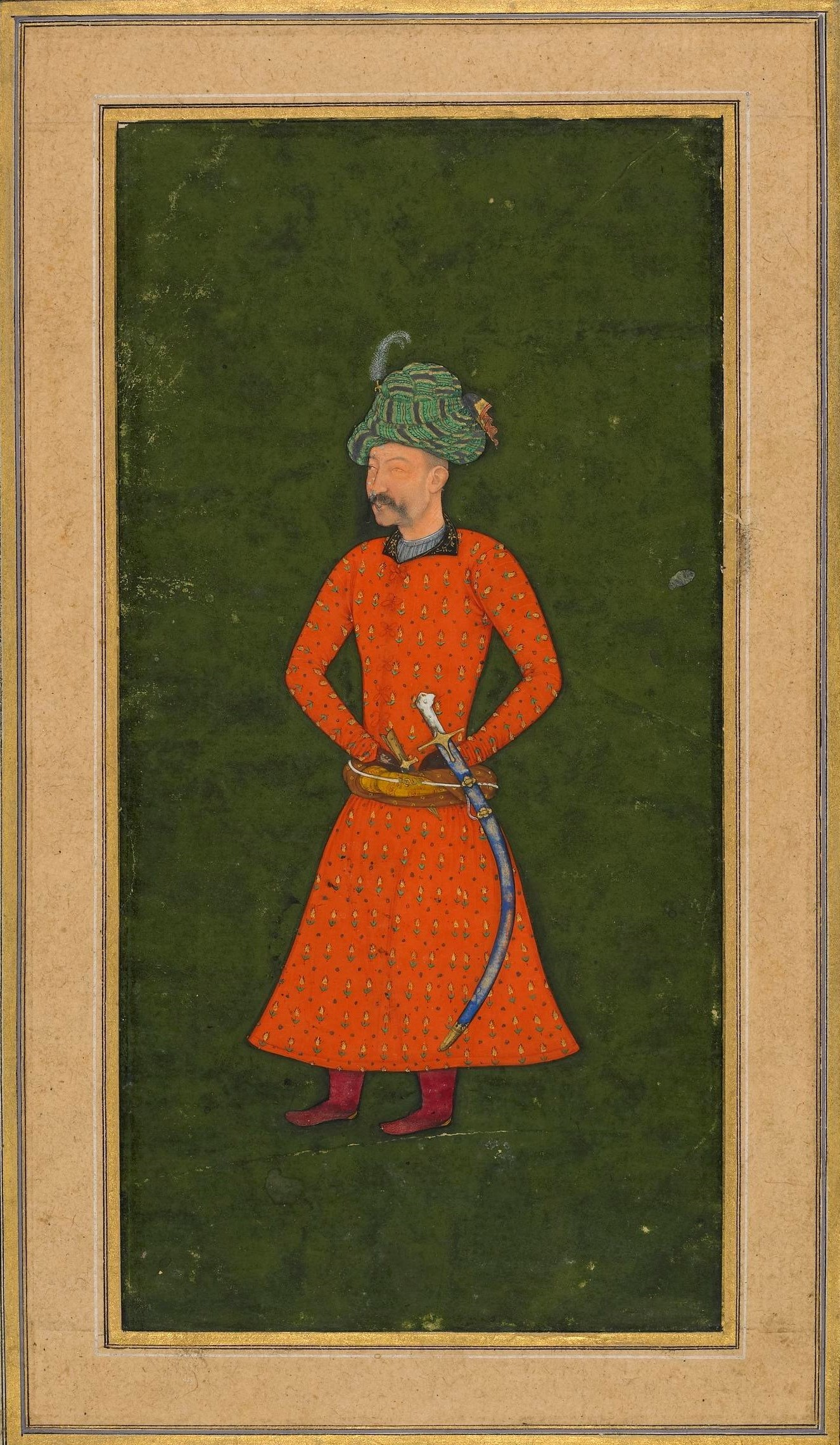
шах Аббас I

 Окрім виконання своїх обов'язків посла художник виконав портрет шаха та його сановників. У 1620 році повернувся до імперії, де в нагороду отримав слона. В подальшому стає одним з наближених художників падишаха.
Своє становище Бішандас зберіг й за наступного володаря — Шах Джаха. Виконував його численні замовлення. Проте щодо діяльності після 1650 року нічого не відомо.

## Творчість

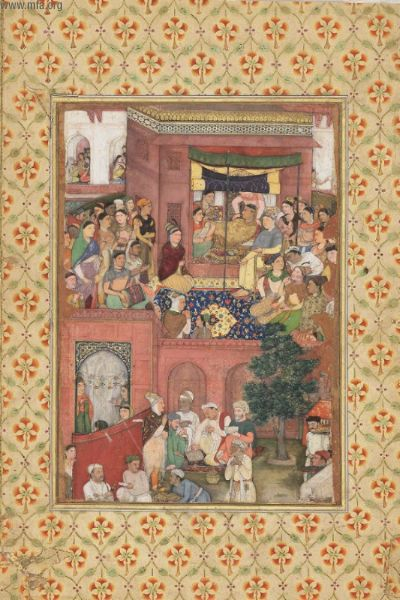
«Народження шах-заде»

Був майстром портрету. Більш за все зображував падишахів Джаханґіра та Шах Джахана. Його стиль вирізнявся точністю відтворення найменших фізіогномічних деталей. Герої Бішандаса, ддоволі реалістичні, що в значні мірі досягалося через точне зображення жестів та рухів. Найвідоміші роботи «Народження шах-заде», ілюстрування «Джаханґір-наме».
Бішандас також доволі часто зображував групи людей у повсякденному життя або під час якогось свята. відомою є мініатюра із зібрання «Бгарат Кала Бгаван», що зображує зворушливу сцену на базарі в Аґре, де люди різних життєвих доль рушають до суфійського святого Шейха Пхулу. Художник прекрасно передав рожевий колір раннього травневого ранку.